# 矢野拙斎
矢野 拙斎（やの せっさい、1662年（寛文2年）- 1732年2月7日（享保17年1月12日））は、江戸時代前期から中期の儒学者。名は義道。通称は理平。

## 生涯
伊予国西条に於いて生まれる。幼少より学を好み、18歳で京都に上がり、山崎闇斎の古学派に心酔し浅見絅斎などと共に学に励んだ。5年の研鑽を積んだ後、江戸に出て以後講説を業とした。30歳のとき、その評判を聞いた将軍徳川綱吉の側用人柳沢吉保に招かれ、綱吉の侍講を務めた。
その後高崎藩主の松平輝貞に400石取りの家臣として招聘されたが、37歳のときに突然悟るところあって野に下り、山中久右衛門という名前に変名し塾を開き教えた。1732年（享保17年）死去。71歳。墓所は品川の海晏寺。著作は『児訓集』などがある。子は同じく儒学者の矢野容斎で、医術や測量術に長けたが、一生仕官せずに市井で教えたという。